# Rạch Gòi
Rạch Gòi là một thị trấn thuộc huyện Châu Thành A, tỉnh Hậu Giang, Việt Nam.

## Địa lý
Thị trấn Rạch Gòi có vị trí địa lý:
- Phía đông giáp xã Thạnh Xuân

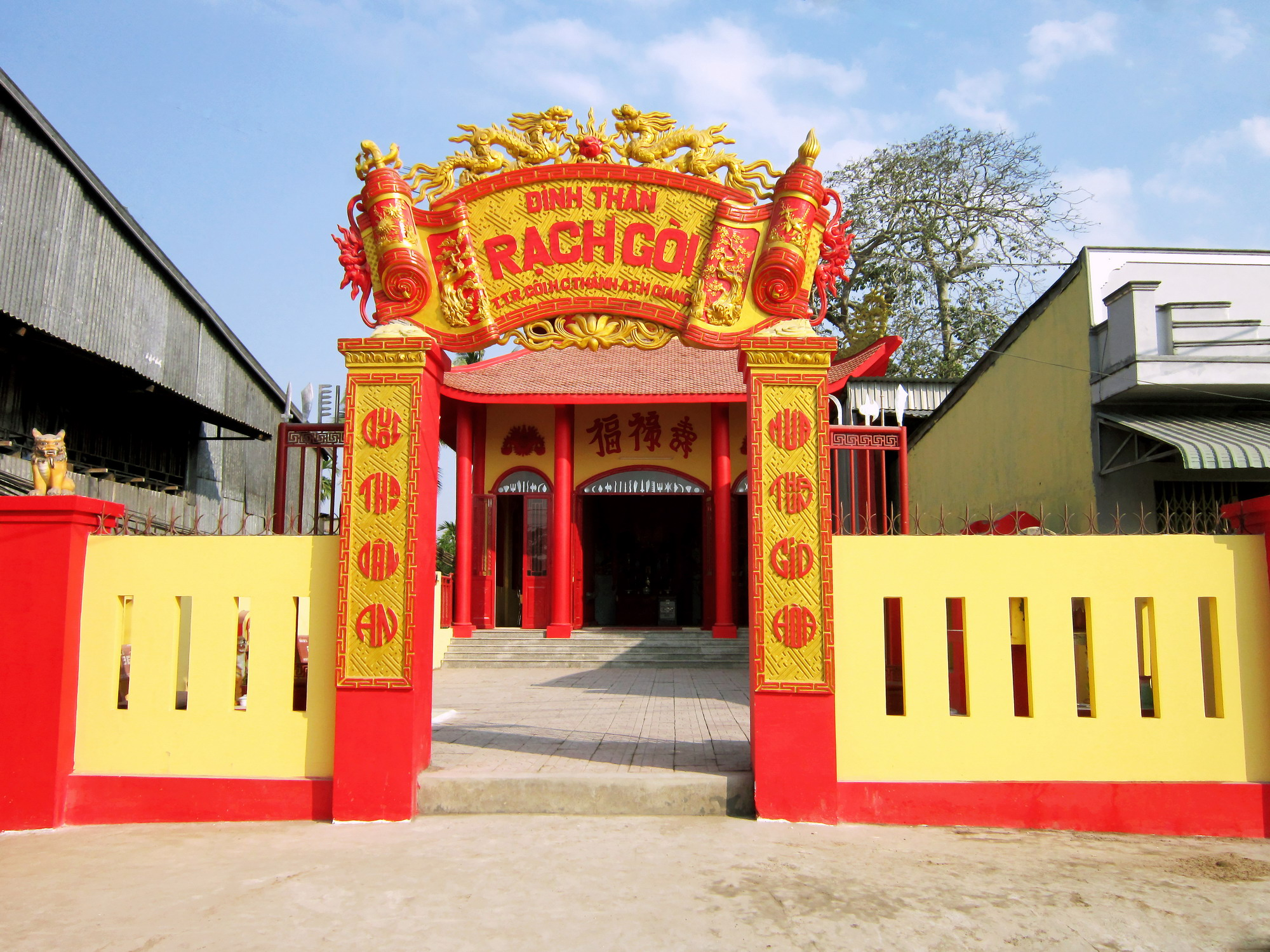
Đình thần thị trấn Rạch Gòi vừa được trùng tu

- Phía tây giáp huyện Phụng Hiệp và thị trấn Một Ngàn
- Phía nam giáp huyện Phụng Hiệp
- Phía bắc giáp xã Nhơn Nghĩa A.

Thị trấn Rạch Gòi có diện tích 11,39 km², dân số năm 2019 là 8.643 người, mật độ dân số đạt 759 người/km².

## Hành chính

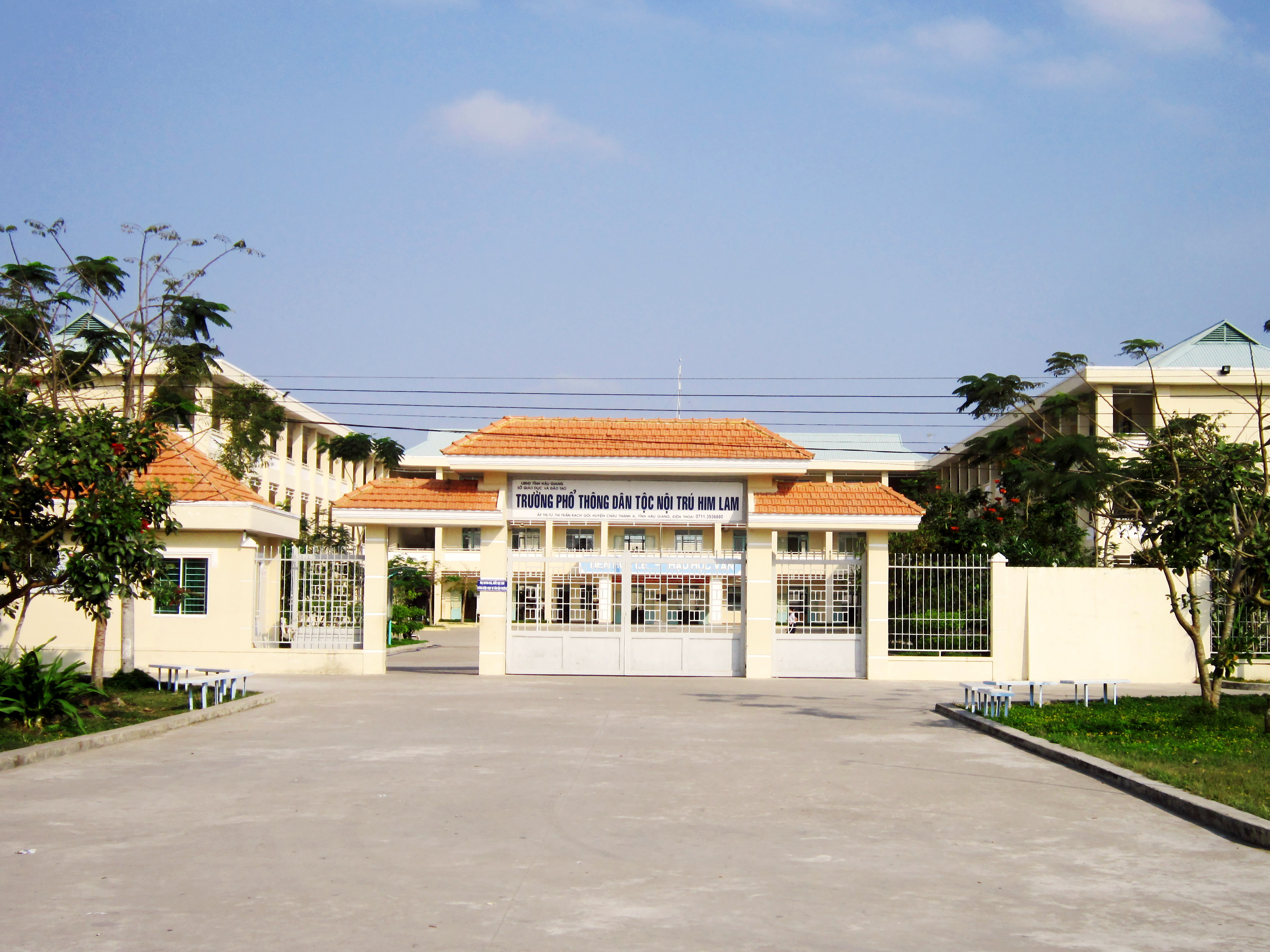
Trường phổ thông dân tộc nội trú Him Lam ở thị trấn Rạch Gòi

Thị trấn Rạch Ròi được chia thành 7 ấp: Láng Hầm, Láng Hầm A, Thị Tứ, Xáng Mới, Xáng Mới A, Xáng Mới B, Xáng Mới C.

## Lịch sử
Trước đây, địa bàn thị trấn Rạch Gòi là một phần của xã Thạnh Xuân.
Ngày 8 tháng 3 năm 2007, Chính phủ ban hànhNghị định số 34/2007/NĐ-CP về việc thành lập thị trấn Rạch Gòi trên cơ sở điều chỉnh 977,84 ha diện tích tự nhiên và 10.073 nhân khẩu của xã Thạnh Xuân.
Thị trấn Rạch Gòi có 977,84 ha diện tích tự nhiên và 10.073 nhân khẩu.
Ngày 15 tháng 1 năm 2024, Thủ tướng Chính phủ ban hành Quyết định số 54/QĐ-TTg về việc công nhận thị trấn Rạch Gòi là xã An toàn khu.